# Sarh
Sarh (antigamente conhecida como Fort Archambault) é a maior cidade no sul do Chade, a capital da região de Moyen-Chari e do departamento de Barh Köh. Tem uma população de 75.496 habitantes (em 1993) e fica a 560 quilômetros da capital Ndjamena, no rio Chari.
Sarh foi fundada sob o domínio dos franceses por retirantes dos campos de trabalho associados com a construção da rodovia Congo-Oceânica. Atualmente, é um centro importante de transportes e da indústria de algodão, também conhecida por sua vida noturna. Atrações da cidade incluem o Museu Nacional de Sarh, sendo lar também de um aeroporto (código de aeroportos da AITA SRH).

## Educação
Sarh é lar de várias instituições educacionais, incluindo, desde 1997, uma faculdade do 3º grau. 
Escolas secundárias (Lycées)
- Lycée Ahmed Mangué (pública)
- Lycée-Collège Charles Lwanga (privada, católica)
- Lycée-Collège Humanité (privada, batista)

IUT:
- IUSAES - Institut Universitaire des Sciences Agronomiques et de l'Environnement de Sarh

criado em 1997

## Cidades gêmeas
Sarh foi geminada com a cidade de Cherbourg-Octeville, na França, desde novembro de 2001.